# Jean-Jacques Caffieri
Jean-Jacques Caffieri (Parigi, 29 aprile 1725 – 22 giugno 1792) è stato uno scultore francese.
Fu l'ultimo e il più celebre membro di una nota famiglia di artisti. Ottenne da Luigi XV la carica di sculpteur du Roi e lavorò al Louvre e al Palais-Royal, dove realizzò la grandiosa rampe d'escalier che ancora oggi è possibile ammirare. Caffieri è noto soprattutto per i suoi busti, realizzati in terracotta e in marmo: il suo busto di Madame du Barry, favorita del re, è conservata al Museo dell'Ermitage di San Pietroburgo. Confermò la sua fama realizzando i busti di Corneille e di Racine per la Comédie-Française.

## Biografia
La famiglia Caffieri, di origini italiane, si era trasferita in Francia durante la reggenza del cardinale Mazzarino. Jean-Jacques, figlio dello scultore Jacques Caffieri, si formò presso la bottega del padre assieme al fratello maggiore Philippe. Fu allievo anche del noto scultore Jean-Baptiste Lemoyne, apprezzato e richiesto per la sua abilità nel realizzare ritratti. Nel 1748 Caffieri vinse il prestigioso Prix de Rome e, mentre si trovava in Italia, ebbe l'opportunità di lavorare a contatto con i pittori Jean-François de Troy e Charles-Joseph Natoire. Tornato in Francia, nel 1759 entrò a far parte dell'Académie royale de peinture et de sculpture. I suoi lavori presso la Comédie-Française, dove realizzò una serie di ritratti, gli portarono fama e meriti. Numerose personalità del suo tempo si rivolsero a Caffieri per la realizzazione di ritratti scultorei, in cui lo scultore sapeva coniugare con abilità naturalismo, realismo e attitudini psicologiche dei committenti.

## Opere a Roma
- La Trinità in Gloria (La Trinité en Gloire), stucco, catino d'abside spora l'altare maggiore, chiesa di San Luigi dei Francesi,

- Busto di gentiluomo, Palazzo Barberini - Gallerie Nazionali d'Arte Antico, secondo piano (senza registrazione nel catalogo).